# Арма (Канзас)
Арма (енгл. Arma) град је у америчкој савезној држави Канзас.

## Демографија
По попису из 2010. године број становника је 1.481, што је 48 (-3,1%) становника мање него 2000. године.
| Група             | 2000.         | 2010.         |
| Белци             | 1.482 (96,9%) | 1.414 (95,5%) |
| Афроамериканци    | 7 (0,5%)      | 1 (0,1%)      |
| Азијати           | 2 (0,1%)      | 1 (0,1%)      |
| Хиспаноамериканци | 14 (0,9%)     | 40 (2,7%)     |
| Укупно            | 1.529         | 1.481         |